# Drence
Drence (cyr. Дренце) – wieś w Serbii, w okręgu jablanickim, w gminie Medveđa. W 2011 roku liczyła 117 mieszkańców.